# チャンバン
チャンバン (ベトナム語：Thị xã Trảng Bàng / 市社盞盤?) は、ベトナム・タイニン省の市社（町）。反戦運動家ファン・ティー・キム・フックが暮らしていた街として知られる。

## 概要
チャンバンの主要産業は伝統的な手工業であったが、最近では外国資本の投資を呼び込むため工業地区が開発された。一夜干しライスペーパーはこの地の名物料理である。2020年1月10日に県から市社に昇格した。

## 行政区画
以下の6坊4社から構成される。
- アンホア坊（An Hòa / 安和）
- アンティン坊（An Tịnh / 安靜）
- ザービン坊（Gia Bình / 嘉平）
- ザーロック坊（Gia Lộc / 嘉祿）
- ロックフン坊（Lộc Hưng / 祿興）
- チャンバン坊（Trảng Bàng / 盞盤）
- ドントゥアン社（Đôn Thuận / 敦順）
- フントゥアン社（Hưng Thuận / 興順）
- フオックビン社（Phước Bình / 福平）
- フオックチー社（Phước Chỉ / 福祉）

## ベトナム戦争
ベトナム戦争中、チャンバンは南ベトナム軍による空襲を受けた。その時のチャンバン郊外に逃げ惑う村人らをフィン・コン・ウトが撮影した写真「戦争の恐怖」はピューリッツァー賞を獲得するなどして世界的に有名となった。